# (960) Birgit
(960) Birgit es un asteroide perteneciente al cinturón de asteroides descubierto el 1 de octubre de 1921 por Karl Wilhelm Reinmuth desde el observatorio de Heidelberg-Königstuhl, Alemania.
Está nombrado en honor de la hija del astrónomo sueco Bror Asplind.
El asteroide Birgit forma parte de la familia asteroidal de Flora.